# Сабор у Сремским Карловцима 1774.
На сабору 1774. год. у Сремским Карловцима за митрополита буде изабран темишварски владика Вићентије Јовановић Видак. На свршетку сабора држан је и најзнатнији синод, који је 1776. продужен. Знатно је по овај синод да се по жељи краљ. комесара упустио и у ствари које припадају народном сабору. Узео је у претрес регуламент из 1770. о правима српским, те је своје предлоге о томе предао вишој власти. на то је изашао други регуламент из 1777. али се народ узбуни што владике хоће без договора са народом да измене права, ујамчена повластицама, и што одусташе од одлука саборних 1769. те се потужи у Беч. На то изађе трећи регуламент назван "деклараторија"  1779.